# Capua melancrocana
Espèce
Capua melancrocana est une espèce de lépidoptères (papillons) de la famille des Tortricidae qui se rencontre en Australie.

## Systématique
Le nom valide complet (avec auteur) de ce taxon est Debiliana debiliana (Walker, 1863).
L'espèce a été initialement classée dans le genre Sciaphila sous le protonyme Sciaphila debiliana Walker, 1863.
Debiliana debiliana a pour synonymes :
- Capua melancrocana Meyrick, 1881
- Sciaphila debiliana Walker, 1863
- Sciaphila sidneyana Walker, 1863